# Амуретти, Ги
Ги Амуретти (фр. Guy Amouretti, 27 февраля 1925 — июнь 2011) — французский игрок в настольный теннис, призёр чемпионатов мира, 7-кратный чемпион Франции.

## Биография
Родился в 1925 году. С 1947 по 1967 год принял участие в тринадцати чемпионатах мира, на которых завоевал одну серебряную и четыре бронзовых медали.